# Epidendrum nocturnum
Epidendrum nocturnum Jacq.., 1788, è una pianta della famiglia delle Orchidacee originaria dell'America tropicale.

## Descrizione
È un'orchidea di grandi dimensioni che cresce epifita sugli alberi della foresta tropicale montana, ma anche litofita alle più alte quote. E. nocturnum  presenta steli eretti, compressi, simili a canne, avvolti alla base da poche guaine tubolari, scabre, acuminate, coperti nella parte superiore da molte foglie sessili, piuttosto coriacee, di forma da oblungo-lineare a oblungo-ligulata, ad apice acuto. 
La fioritura avviene in estate, mediante un'infiorescenza terminale, racemosa e occasionalmente ramificata non più lunga di pochi centimetri portante pochi fiori. Questi sono molto appariscenti, grandi da 7 fino a 13 centimetri, emettono un gradevole profumo la notte (da cui il nome della specie) e hanno petali e sepali strettamente lanceolati con apici decisamente acuti, di colore verde con labello bianco, imbutiforme, trilobato con il lobo centrale di forma particolarmente allungata.

## Distribuzione e habitat
La specie è originaria dell'America tropicale, in particolare di Florida, Bahamas, Porto Rico, Isole Antille (sia Sopravento che Sottovento), Haiti, Repubblica Dominicana, Cuba, Giamaica, Isole Cayman, Trinidad e Tobago, Messico, Guatemala, Belize, El Salvador, Honduras, Nicaragua, Costa Rica, Panama, Colombia, Venezuela, Guyana, Suriname, Brasile, Perù e Bolivia, dove cresce epifita sugli alberi della foresta tropicale umida montana, oppure alle più alte quote litofita su detriti rocciosi, a quote da 100 a 2000 metri sul livello del mare.

## Sinonimi
Nyctosma nocturna (Jacq.) Raf.,  1837

Auliza nocturna (Jacq.) Small, 1913

Amphiglottis nocturna (Jacq.) Britton, 1924

Epidendrum carolinianum Lam., 1783

Epidendrum discolor A.Rich. & Galeotti, 1845

Epidendrum bahiense Rchb.f., 1859

Epidendrum leucarachne Schltr., 1920

Epidendrum oliganthum Schltr., 1921

Epidendrum nocturnum var. minor Schltr., 1924

Epidendrum nocturnum var. angustifolium Stehlé, 1939

Epidendrum nocturnum var. taguatingense Brieger & Bicalho, 1977

## Coltivazione
Questa pianta è bene coltivata a mezz'ombra, a temperature miti per tutto il corso dell'anno, durante la fioritura gradisce temperature più elevate e frequenti irrigazioni.